# Hunds-Flügelschnecke

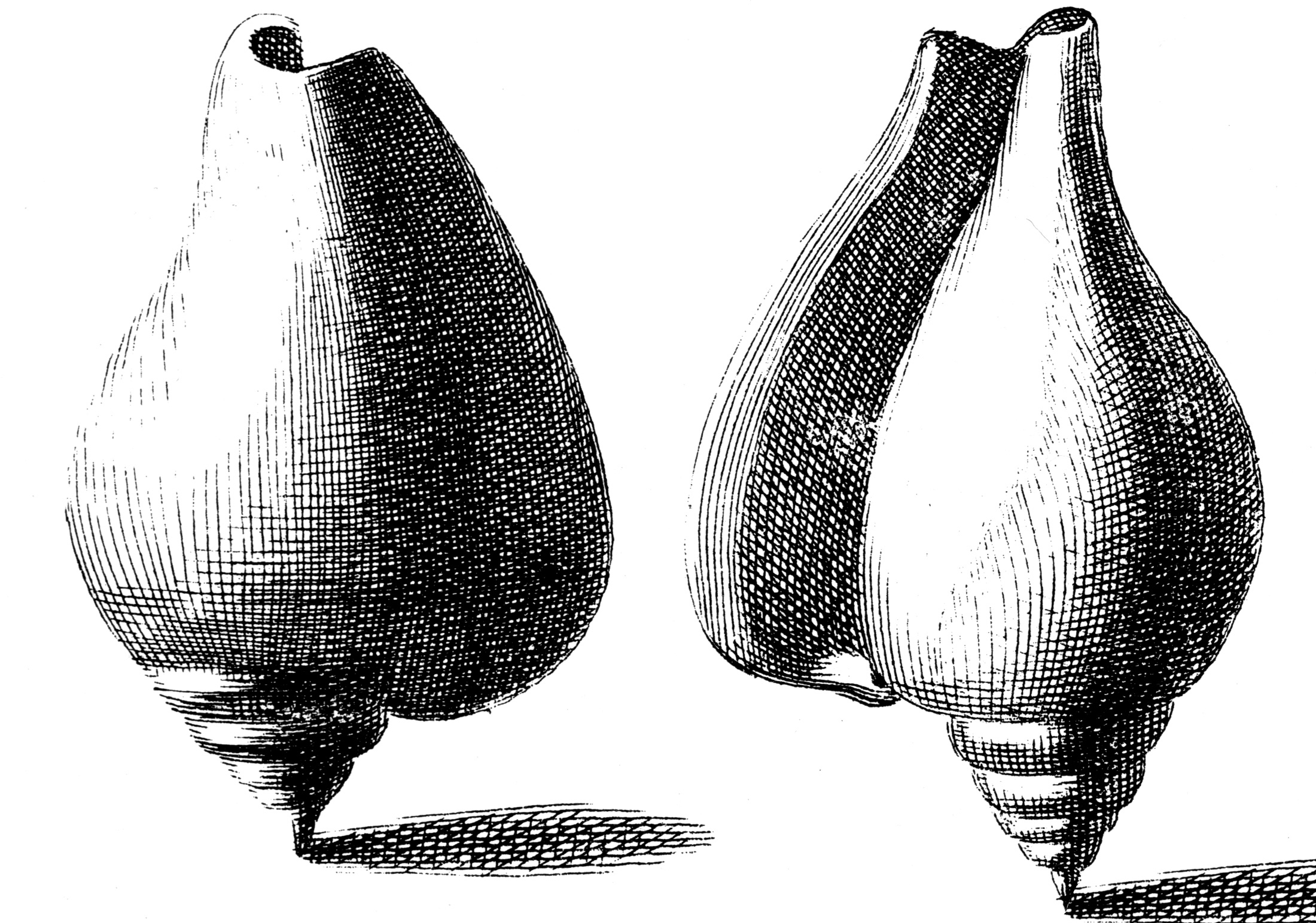
Gehäuse von Strombus canarium, aus Index Testarum Conchyliorum, 1742

Die Hunds-Flügelschnecke (Laevistrombus canarium, Syn.: Strombus canarium) ist eine Schnecke aus der Familie der Flügelschnecken (Gattung Laevistrombus), die im Indopazifik verbreitet ist.

## Merkmale
Das umgekehrt eiförmige Schneckenhaus von Laevistrombus canarium, das bei ausgewachsenen Schnecken eine Länge von etwa 6,5 cm, bisweilen bis 10 cm erreicht, hat ein kurzes, zugespitztes, an der Basis geebnetes Gewinde und einen sehr kurzen, breiten Siphonalkanal. Die äußere Lippe ist dick, ausgedehnt, glatt und ohne jegliche Spitzen, Vorsprünge oder Fortsätze. Sie hat nur eine sehr flache, kaum ausgebildete Stromboid-Kerbe. Die Oberfläche des Gehäuses ist weiß bis gelblich braun mit dicht stehenden roten bis braunen, welligen axial verlaufenden Linien, die Mündung innen weiß und außen oft goldgelb.
Die Hunds-Flügelschnecke bewegt sich wie andere Flügelschnecken mit Hilfe ihres krallenförmigen, hornigen Operculums fort. Dieses versenkt sie im Substrat und kontrahiert sodann ruckartig ihren Fuß.

## Verbreitung und Lebensraum
Der Hunds-Flügelschnecke tritt im östlichen Indischen Ozean und im westlichen Pazifischen Ozean auf, von Sri Lanka und dem südlichen Indien bis nach Melanesien, von Japan bis Queensland (Australien) und Neukaledonien.
Die Schnecke ist auf schlammigem Sand und algenreichen Gründen an größeren Inseln und an Ufern des Kontinents sehr häufig. Sie lebt in tieferen Bereichen der Gezeitenzone und unterhalb bis in eine Tiefe von etwa 55 Metern. Wie andere Flügelschnecken ernährt sie sich von Algen.

## Lebenszyklus
Wie andere Flügelschnecken ist die Hunds-Flügelschnecke getrenntgeschlechtlich, wobei die Weibchen deutlich größer als die Männchen sind. In der Zeit vom späten November bis zum frühen März begatten die Männchen die Weibchen mit ihrem Penis. Nach der Begattung und Befruchtung legt das Weibchen eine lange gallertige Schnur mit bis zu 70.000 Eiern ab, die sich aufrollt und eine cremig-weiße Eimasse bildet. Gewöhnlich wird dieses Gelege an einer Wasserpflanze befestigt. Die Eier entwickeln sich innerhalb von etwa 110 bis 130 Stunden zu einer Veliger-Larve, die sodann in einem Zeitraum von etwa 12 bis 15 Stunden schlüpft. Zu diesem Zeitpunkt hat die Larve nach Untersuchungen in Malaysia ein etwa 217 μm großes Gehäuse mit anderthalb Windungen. Die Larven können im Aquarium erfolgreich mit der Kalkalge Isochrysis galbana gefüttert werden. Die pelagische Phase der Veliger, während der 4 Entwicklungsstadien durchlaufen werden, dauert etwa 17 bis 23 Tage, bis es zur Metamorphose kommt. Damit diese ausgelöst werden kann, muss natürliches Substrat (Sand) und Kaliumchlorid zugegen sein. Hat eine Larve keine Gelegenheit zu Metamorphose, stirbt sie. Frisch metamorphosierte Schnecken haben ein etwa 1 mm langes hellbraunes, glattes, durchscheinendes Gehäuse mit mindestens 4 Umgängen ohne Skulpturierung.
Nach Untersuchungen in Malaysia erreichen Männchen bei einer Gehäuselänge von etwa 5,4 cm und Weibchen bei etwa 5,9 cm die Geschlechtsreife. Nach Schätzungen werden Weibchen etwa 2 Jahre und Männchen etwa 2,5 Jahre alt.

## Feinde
Wichtige Feinde der Hunds-Flügelschnecke sind Walzenschnecken (Cymbiola nobilis und die Melonenschnecke Melo melo), schneckenfressende Kegelschnecken (Weberkegel Conus textile) und Rochen.

## Verwendung und Gefährdung
Laevistrombus canarium wird wegen des Gehäuses gesammelt, das als Schmuck verkauft wird. Das Fleisch wird gegessen und ebenfalls gehandelt. Auf den Philippinen werden die Schneckenhäuser traditionell zum Beschweren von Fischernetzen benutzt.
Durch Überfischung sind die Bestände der Schnecke in weiten Gebieten bedroht.